# Ivan Matroi
Ivan Matroi (în rusă Иван Куприянович Матрой; n. 22 iunie 1919, Valehoțulove, RSS Ucraineană, URSS – d. 29 iunie 1998, Dolînske, Raionul Ananiev, Odesa, Ucraina) a fost un militar sovietic, distins pentru participarea sa în Războiul Germano-Sovietic cu Ordinul Gloriei. 

## Biografie
S-a născut în satul Valea Hoțului din ținutul Ananiev, gubernia Herson (Imperiul Rus), într-o familie de țărani moldoveni. A terminat cele patru clase ale școlii din sat, după care a lucrat ca cioban în colhozul satului natal.
În 1944 a fost chemat în rândurile Armatei Roșii. A luptat pe Frontul I și II Ucrainean.
La 11 februarie 1945, în bătălia de noapte pentru orașul Teichlinden, în calitate de sergent de gardă, riscându-și viața, s-a târât până la casa din care tragea mitraliera inamică și i-a distrus personalul.
A fost demobilizat în iunie 1946. S-a întors în satul natal, unde a lucrat ca furajător la colhozul „Kirov”, ulterior la moara acestuia.

## Distincții
A fost decorat cu ordinele „Războiului Patriotic” cl. I (11.03.1985), „Gloriei” cl. I (15.05.1946), II (04.03.1945) și III (29.11.1944) și medalii.